# Равногорска читанка
„Равногорска читанка” је југословенска телевизијска серија снимљена 2002. године у продукцији Телевизије Београд.
Комплетна ТВ екипа  ▼
| Редитељ              | Никола Лоренцин    |
| Сценариста           | Угљеша Крстић      |
| Композитор           | Љубомир Нинковић   |
| Директор фотографије | Славко Алексијевић |
| Mонтажер             | Ненад Џодић        |